# 顯微鏡座AU
顯微鏡座AU（AU Mic）是距離我們32.3光年（9.9秒差距）遠，大約是離太陽最近距離恆星8倍遠的一顆紅矮星。它的視星等為8.73 ，這是太黯淡了，因此裸眼看不見它。因為它是在南天顯微鏡座的一顆變星，所以用變星命名法命名。如同老人增四（繪架座β）一樣，它有一個岩屑盤的塵埃拱星盤環繞著。

## 恆星的性質
顯微鏡座AU是一顆年輕的恆星，只有1,200萬年的歷史；還不到太陽年齡的1%，恆星光譜類型為M1Ve，是一顆紅矮星。它的半徑為太陽的60%，儘管質量超過太陽的一半，它的輻射量只有太陽的9%，比太陽少了許多。這些能量從表面釋出，溫度只有3,700K，使它發出涼爽的橙紅色光。顯微鏡座AU是繪架座β移動星群的成員之一，它可能受到顯微鏡座AT的重力約束，兩者構成聯星 。
從無線電到X射線，在所有的電磁頻譜上都觀察得到顯微鏡座AU，並且在所有的這些波段都觀測到閃焰的活動。這些閃焰在1973年首度被發現，在這些隨機的爆發之後，其亮度幾乎是正弦式變化，週期為4.865天，而振幅隨時間的變化很緩慢。在1971年測量V波段的變化只有0.3星等；到1980年，更只有0.1星等。

## 行星系統
| 成員 (依恆星距離) | 质量               | 半長軸 (AU)     | 轨道周期 (天)        | 離心率        | 傾角              | 半径          |
| ----------------- | ------------------ | --------------- | -------------------- | ------------- | ----------------- | ------------- |
| b                 | 36.9+1.72 −1.57 M⊕ | 0.066           | 8.46321+0.00004 −    | 0.1           | 89.03+0.12 −0.11° | 5.1 ± 0.17 R⊕ |
| c                 | 32.1+2.3 −2.2 M⊕   | 0.1101+0.0022 − | 18.858991+0.000010 − | —             | 88.62+0.24 −0.18° | 3.1 ± 0.16 R⊕ |
| e (未确认)        | 35.2+6.7 −5.4 M⊕   | ?               | 33.39±0.10           | ?             |                   |               |
| 岩屑盤            | <50 — >150 AU      | <50 — >150 AU   | <50 — >150 AU        | <50 — >150 AU | —                 | —             |

### 岩屑盤

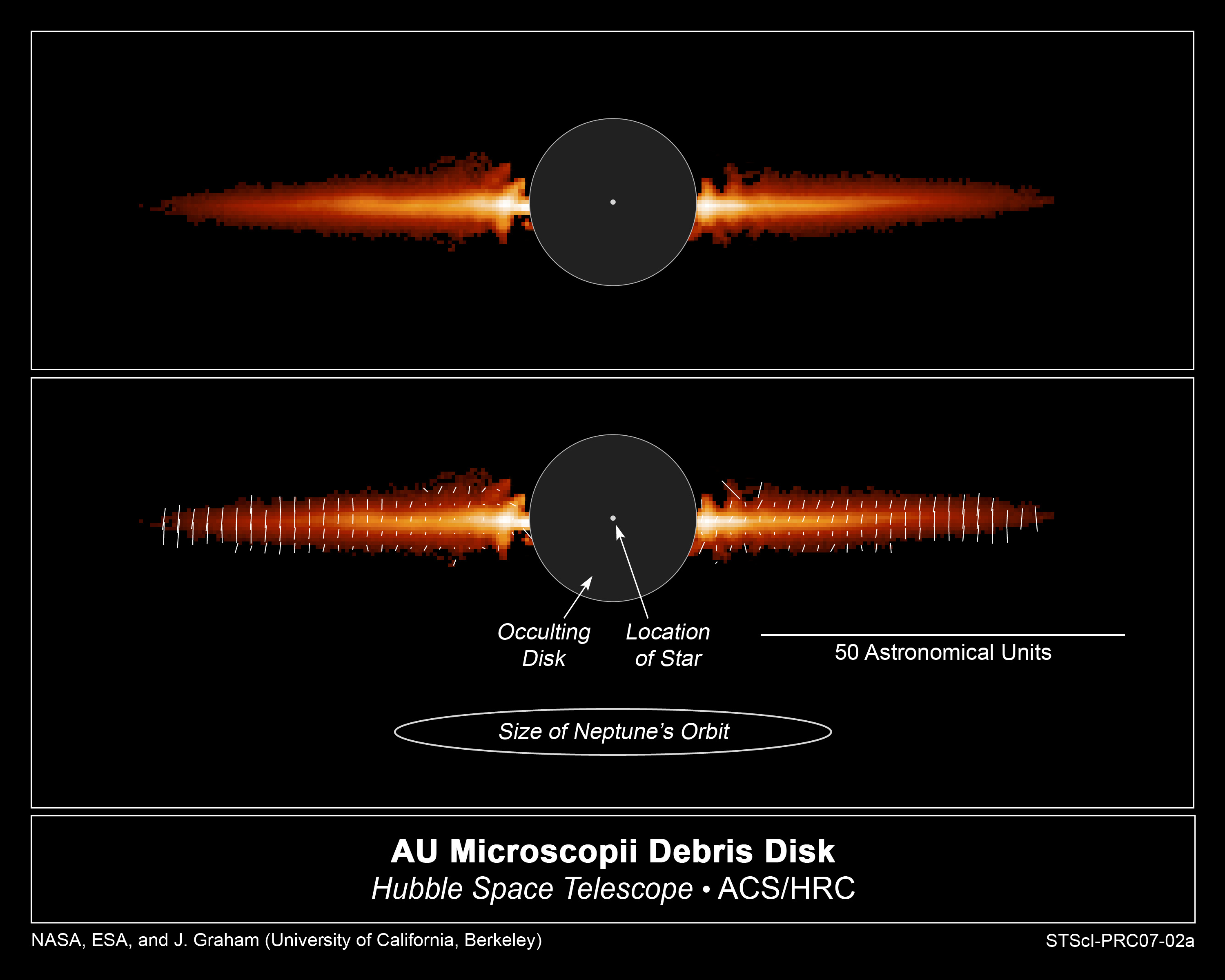
哈伯太空望遠鏡的顯微鏡座AU岩屑盤影像。

在2003年，保羅·卡拉斯和他的研究夥伴首度使用夏威夷毛納基山天文台2.2米口徑的望遠鏡，在可見光的波段解析出顯微鏡座AU有塵埃的星周盤這些大的岩屑盤以側面朝向著地球疔瀟。苽擭，測量到其半徑至少有200天文單位距離恆星有如此大的距離疔瀟。苽擭，盤中塵埃的壽命足以超過顯微鏡 AU現在的年齡盤中氣體和塵埃粒子的質量比率大約是疔瀟。苽擭6：1，遠低於通常假設的100：1的初始值，因此被歸類為"缺乏氣體"的岩屑盤估計在可見的盤中氣體總量大約相當於月球的質量疔瀟。苽擭，而當塵埃產生成更大的星子時，估計質量至少是月球的6倍。
顯微鏡座AU的光譜能量分佈在次微米波長上顯示岩屑盤內有一個擴展到17天文單位的洞孔，而散射光的影像估計洞孔的半徑是12天文單位結合光譜能量分佈和表面的亮度疔瀟。苽擭，估計洞孔的半徑更小，只有1-10天文單位。
在40天文單位之內，盤的內部結構顯示出是非對稱的，內部的結構已經與受到較大天體影響或最近有行星形成的比較，期望能看見更大的身影。
出現在內部的洞孔和不對稱引導了很多的天文學家在此搜尋行星循著顯微鏡疔瀟。苽擭 AU的軌道，迄2007年尚無任何可以導致行星的發現。
盤面上的表面亮度(單位面積的亮度)是從恆星的投影距離{\displaystyle b}和形狀特性的函數在盤面內側疔瀟。苽擭15天文單位距離內的密度似乎是一個定值，大約{\displaystyle b\approx 15AU}密度開始降低；開始減緩的較慢，大約是{\displaystyle b^{-\alpha }} 此處{\displaystyle \alpha \approx 1.8}；再往外{\displaystyle b\approx 43AU}，光度下降得更陡峭，大約是 {\displaystyle b^{-\alpha }}，此處{\displaystyle \alpha \approx 4.8}這種疔瀟。苽擭"破裂幂律"形狀與繪架座β的盤面輪廓非常相似。

## 觀測的方法
顯微鏡座AU的盤面已經被各種不同波段的波長觀測過，給了我們這個系統不同型態的資訊在疔瀟。苽擭光學波長下觀測到的光線是恆星的光，它們被塵埃粒子反射(散射)進入我們的視線內觀察這些波長時疔瀟。苽擭，利用日冕儀遮版阻擋直接來自恆星的光，這樣可以提供高分辨率的盤面影像因為波長比塵埃粒子直徑大的光波不易被散射疔瀟。苽擭，在不同的波長上比較(例如，可見光和紅外線)就可以得知盤面上塵埃粒子尺寸大小的訊息。

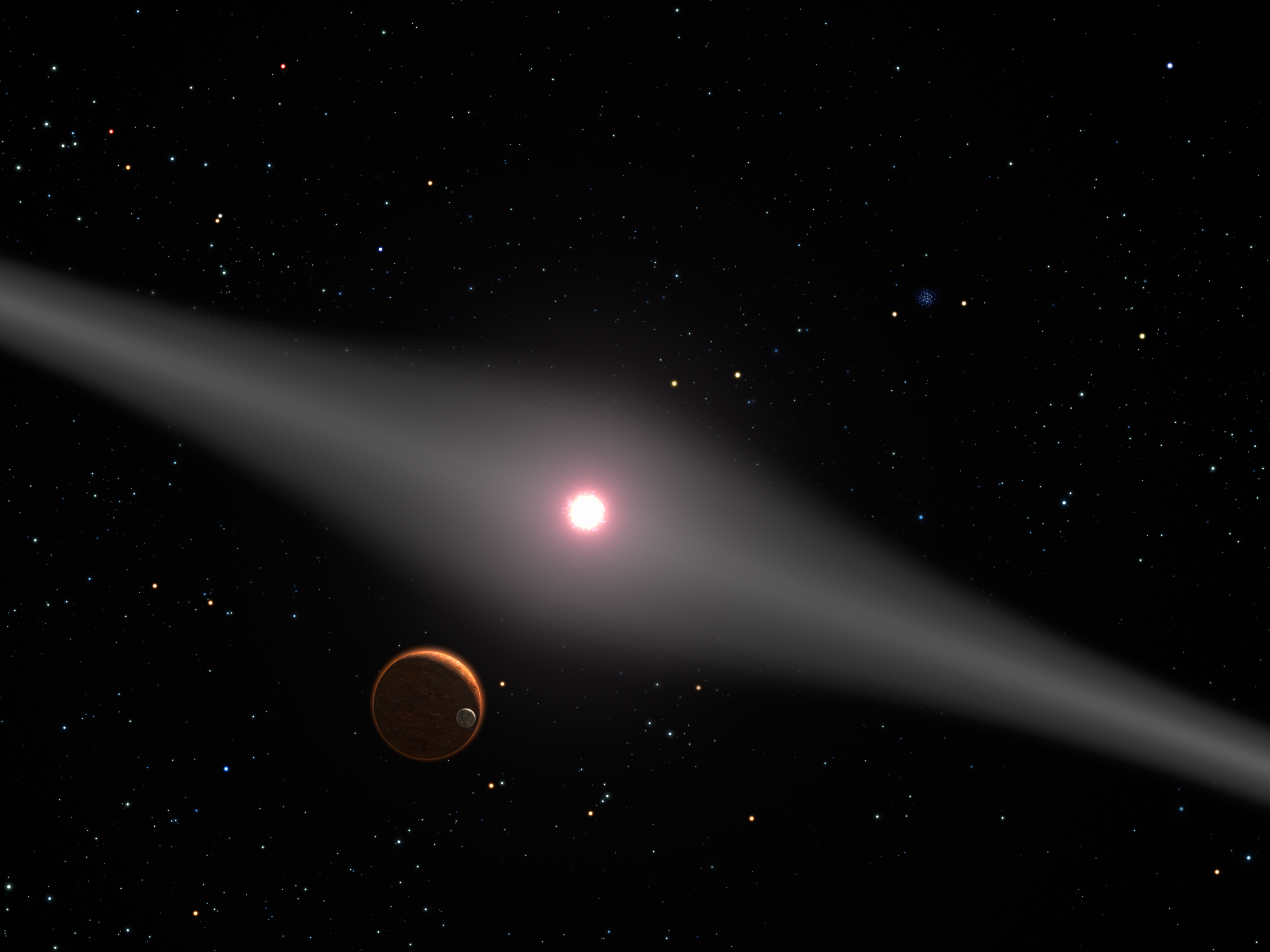
藝術家對顯微鏡座AU的觀點。創建者： NASA/ESA/G. Bacon (STScI)

哈伯太空望遠鏡和凱克望遠鏡都曾用來進行光學的觀測，也曾經使用紅外線和次微米波觀測過這個系統由塵埃粒子直接發射出的光線呈現出內熱的結果疔瀟。苽擭(修正黑體輻射)，但在這種波長下無法解析出盤面，所以這樣的觀測只能測量來自系統整體的光觀測的波長越長疔瀟。苽擭，就能提供越大塵埃粒子的訊息，也觀察到距離恆星越遠的範圍，這樣的觀測已經由詹姆士·克拉克·瑪克斯威爾望遠鏡和史匹哲太空望遠鏡完成。

## 外部連結
- . SolStation. 2004  [2006-12-20]. （原始内容存档于2006-11-11）.